# Lidhults distrikt
Lidhults distrikt är ett distrikt i Ljungby kommun och Kronobergs län. Distriktet ligger omkring Lidhult i västra Småland. En liten del av distriktet ligger i Halland.

## Tidigare administrativ tillhörighet
Distriktet inrättades 2016 och utgörs av socknen Lidhult i Ljungby kommun.
Området motsvarar den omfattning Lidhults församling hade 1999/2000.

## Tätorter och småorter
I Lidhults distrikt finns en tätort men inga småorter.

### Tätorter
- Lidhult